# José Gonçalves García
José Gonçalves García (5 de octubre de 1904 - 21 de junio de 1971 ) fue un botánico portugués, que realizó exploraciones botánicas en Mozambique.
Publicaba habitualmente, entre otras, en Boletim da Sociedade Broteriana.

## Algunas publicaciones
- maria p. Martins de paiva Vidigal, josé gonçalves Garcia. 1983. Hamamelidaceae. Lisboa: Instituto de Investigação Científica Tropical, 5 pp. il. Flora de Moçambique. 65

- norman k. bonner Robson, josé gonçalves Garcia. 1973. Flora de Moçambique: Ochnaceae, vv 40, ed. Junta de Investigações do Ultramar, Centro de Botânica, 	27 pp.
- La abreviatura «J.G.García» se emplea para indicar a José Gonçalves García como autoridad en la descripción y clasificación científica de los vegetales.[5]